# A.R. Badul
Armaya Ramlie Arman is (Singapore, 2 november 1949) een Maleisisch acteur, komiek, regisseur en scenarioschrijver.

## Werken

### Acteur
- Mr. Cinderella (2002)
- Jejaka perasan (1986)
- Tuan badul (1979)

### Regisseur
- Warna-warna hati (1990)
- Jejaka perasan (1986)

### Scenarioschrijver
Jejaka perasan (1986)